# Roberto Suárez Goméz
Pour les articles homonymes, voir Suárez.
Roberto Suárez Goméz (8 janvier 1932 - 20 juillet 2000), surnommé le « roi de la cocaïne », est un trafiquant de drogue qui a joué un rôle majeur dans l'extension du narcotrafic en Bolivie.

## Biographie
Descendant directe de Nicolás Suárez Callaú, Roberto suárez est un grand négociant prospère de bétail et n'est pas destiné au narcotrafic. Il se marie  avec Aida Levy avec qui il aura 4 enfants dont Roby qui mourra assassiné, Elle écrira au soir de sa vie un livre spectaculaire révélateur narrant en partie la naissance du narco-état bolivien.
Au milieu des années 1970, et à la demande de son cousin militaire et futur ministre de l'intérieur Luis Arce Gòmez (es), il commence à faire des affaires avec le parrain colombien Pablo Escobar et à recruter des producteurs de coca dans son négoce, La Corporación (en),. Klause Altmann l'aide notamment en organisant sa sécurité avec l'aide des Los Novios de la Muerte (es).
En 1980, il participe au financement du coup d'État du général Luis García Meza, dit Cocaine Coup (en), ses fonds transitant par des pseudo-entreprises tenues par l'agent argentin Raúl Guglielminetti.
En 1983, il propose dans une lettre à Ronald Reagan de rembourser la dette extérieure de son pays qui s'élève alors à de plus de trois milliards de dollars en échange de son amnistie ainsi que de celle de son fils,.
En 1988, il est condamné à 15 ans de prison par la justice bolivienne pour narcotrafic. Peu de temps avant, des vidéos le montrant en compagnie de deux membres du parti Acción Democrática Nacionalista (ADN), Alfredo Arce et Mario Vargas, avait provoqué un scandale politique qui conduit à son incarcération à la prison de San Pedro. Relâché en 1996, il meurt d'une crise cardiaque quatre ans plus tard,.